# Tour de Lombardie 1969
La 63e édition du Tour de Lombardie s'est déroulée le 11 octobre 1969. La course a été remportée par le jeune coureur belge Jean-Pierre Monseré. Le parcours s'est déroulé entre Milan et Côme sur une distance de 266 kilomètres.

## Déroulement de la course
Un groupe de 9 hommes se présente à l'arrivée au vélodrome de Côme. Le sprint est remporté par Gerben Karstens mais  le Néerlandais  est déclassé pour dopage. La victoire revient alors au Belge Jean-Pierre Monseré, âgé de 21 ans, devant son compatriote Herman Van Springel, le vainqueur de l'édition précédente. 174 coureurs étaient au départ et 37 à l'arrivée.

## Classement final
| Pos. | Coureur                | Équipe       | Temps           |
| ---- | ---------------------- | ------------ | --------------- |
| 1    | Jean-Pierre Monseré    | Flandria     | 6 h 38 min 54 s |
| 2    | Herman Van Springel    | Mann-Grundig | m.t.            |
| 3    | Franco Bitossi         | Filotex      | m.t.            |
| 4    | Martin Van Den Bossche | Faema        | m.t.            |
| 5    | Raymond Poulidor       | Mercier-BP   | m.t.            |
| 6    | Georges Pintens        | Mann-Grundig | m.t.            |
| 7    | André Poppe            | Mann-Grundig | m.t.            |
| 8    | Raymond Delisle        | Peugeot      | m.t.            |
| 9    | Jan Janssen            | Bic          | à 19 s          |
| 10   | Antoon Houbrechts      | Flandria     | m.t.            |